# Imperio mongol
El Imperio mongol (en mongol, Монголын Эзэнт Гүрэн) fue el segundo imperio más extenso de la historia y el más grande de los imperios constituidos por territorios continuos. Fue fundado por Gengis Kan en el año 1206 y tuvo su punto álgido cuando alcanzó aproximadamente 33 000 000 km² de extensión. Llegó a abarcar un territorio desde la Manchuria Rusa hasta el río Danubio, a albergar una población de más de 100 millones de habitantes y a incluir algunas regiones tan ricas e importantes como China, Mesopotamia, Persia, Europa Oriental, parte de la India o Rusia, entre otras.

## Historia

### Formación

Gengis Kan, fundador del Imperio mongol.

El guerrero Temuyín unió todas las tribus mongolas bajo su mando hacia el año 1206, cuando fue proclamado Gran Kan bajo el nombre Gengis Kan.
Enseguida se enfrentó al Imperio jhin de los Jurchen y los Xi Xia en el norte de China y, ante la resistencia del Imperio corasmio, fue a Asia Central donde devastó la Transoxiana y el oriente de Persia y penetró en el sur de Rusia y el Cáucaso. Durante la guerra contra Xia Occidental en 1227, Gengis Kan enfermó y murió.
El ejército de Gengis Kan, a pesar de ser relativamente reducido, contaba con una caballería bien preparada, arqueros expertos y disciplina entre sus líderes.

### Después de Gengis Kan

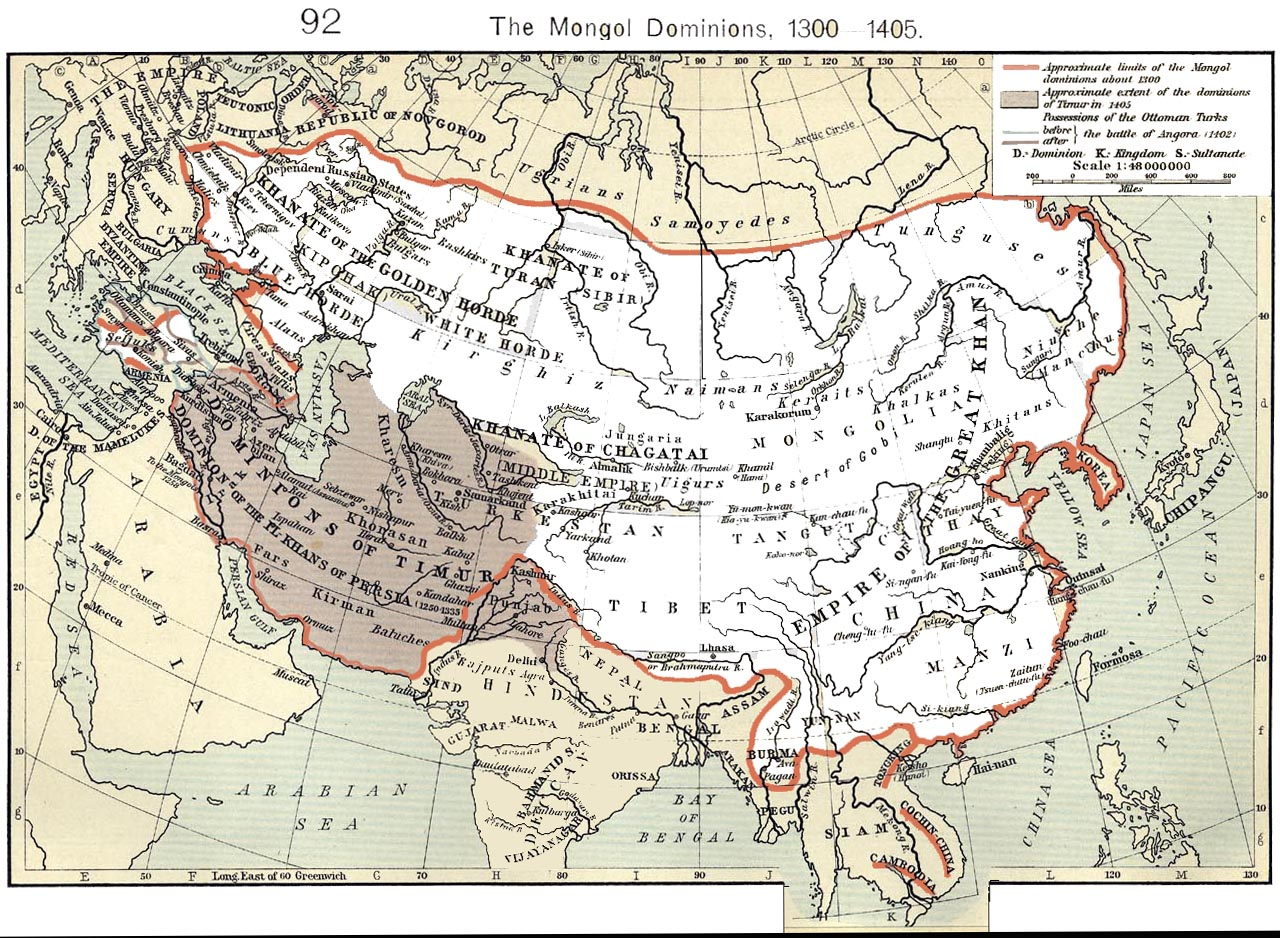
Mapa de los dominios mongoles, entre 1300 y 1405.

Tras la muerte de Gengis en el año 1227, sus sucesores, bajo el segundo jan, Ogodei, continuaron la expansión.
Esta expansión incluyó a Persia, acabó con los Xia y los restos de los corasmios, y condujo a un conflicto con la dinastía Song de China meridional, comenzando una guerra que no acabó hasta el año 1279 en el cual se produjo la ocupación total del país y la reunificación del gobierno de China bajo los mongoles.
A finales de la década de 1230, los mongoles, bajo el mando de Batu Kan invadieron Rusia, provocando la muerte de alrededor de la mitad de la población local, para luego reducir la mayoría de sus principados al vasallaje.
En el año 1241, tras haber derrotado a los ejércitos polaco y alemán en la batalla de Liegnitz, a los húngaros en la batalla de Mohi y a punto de lanzarse a la conquista de toda Europa, campaña que se prometía exitosa, tuvieron que volver a Mongolia para elegir al siguiente Gran Kan, tras la muerte de Ogodei, si bien devastaron grandes áreas de Europa Oriental, incluidas Polonia, Lituania, Hungría, Rumanía, Croacia y Bulgaria.

Invasiones de los mongoles a Japón

Durante el año 1256, el nieto de Gengis Kan, Hulagu, partiendo desde la base mongola en Persia, conquistó el califato Abásida en Bagdad y destruyó el culto a los nizaríes, entrando por Siria y Palestina hacia Egipto.
Pero el Gran Kan Möngke (su hermano) murió, por lo que Hulagu tuvo que volver para la elección de nuevo Gran Kan, y las fuerzas que había dejado como guarnición en Palestina al mando del general Kitbuqa fueron derrotadas por los mamelucos bajo el mando del sultán egipcio Kutuz y su general Baibars en el año 1260 en Ain Yalut.
Durante el reinado de Kublai Kan (hermano de Möngke y de Hulagu), el imperio empezó un proceso de división en varios kanatos más pequeños. Kublai se dedicó a la guerra contra la dinastía Song, consiguiendo el dominio sobre China, y a la región la llamó Manzi, mientras que los kanatos occidentales iban separándose progresivamente.
La rivalidad entre las tribus (producida por el complicado proceso de sucesión, el cual paralizó dos veces operaciones militares importantes y remotas como las de Hungría y Egipto, desbaratando campañas que se anunciaban victoriosas) y la tendencia de algunos kanes a beber en demasía hasta el punto de producirles la muerte (como fue el caso de Kuyuk), causó crisis sucesorias que aceleraron la desintegración del Imperio.
A medida que el poder de los mongoles decayó, estalló el caos en todo el imperio a medida que los líderes no mongoles expandieron su propia influencia. La Horda de Oro perdió todos sus dominios occidentales (incluidas las modernas Bielorrusia y Ucrania) ante Polonia y Lituania entre 1342 y 1369. Los príncipes musulmanes y no musulmanes del Chagatai Khanate lucharon entre sí de 1331 a 1343, y el Chagatai Khanate se desintegró cuando Los señores de la guerra no genghisíes establecieron sus propios khans títeres en Transoxiana y Moghulistán. Janibeg Khan (r. 1342-1357) reafirmó brevemente el dominio Jochid sobre los Chaghataids. Al exigir la sumisión de una rama del kanato en Azerbaiyán, se jactó de que "hoy tres uluses están bajo mi control''.

### Decadencia

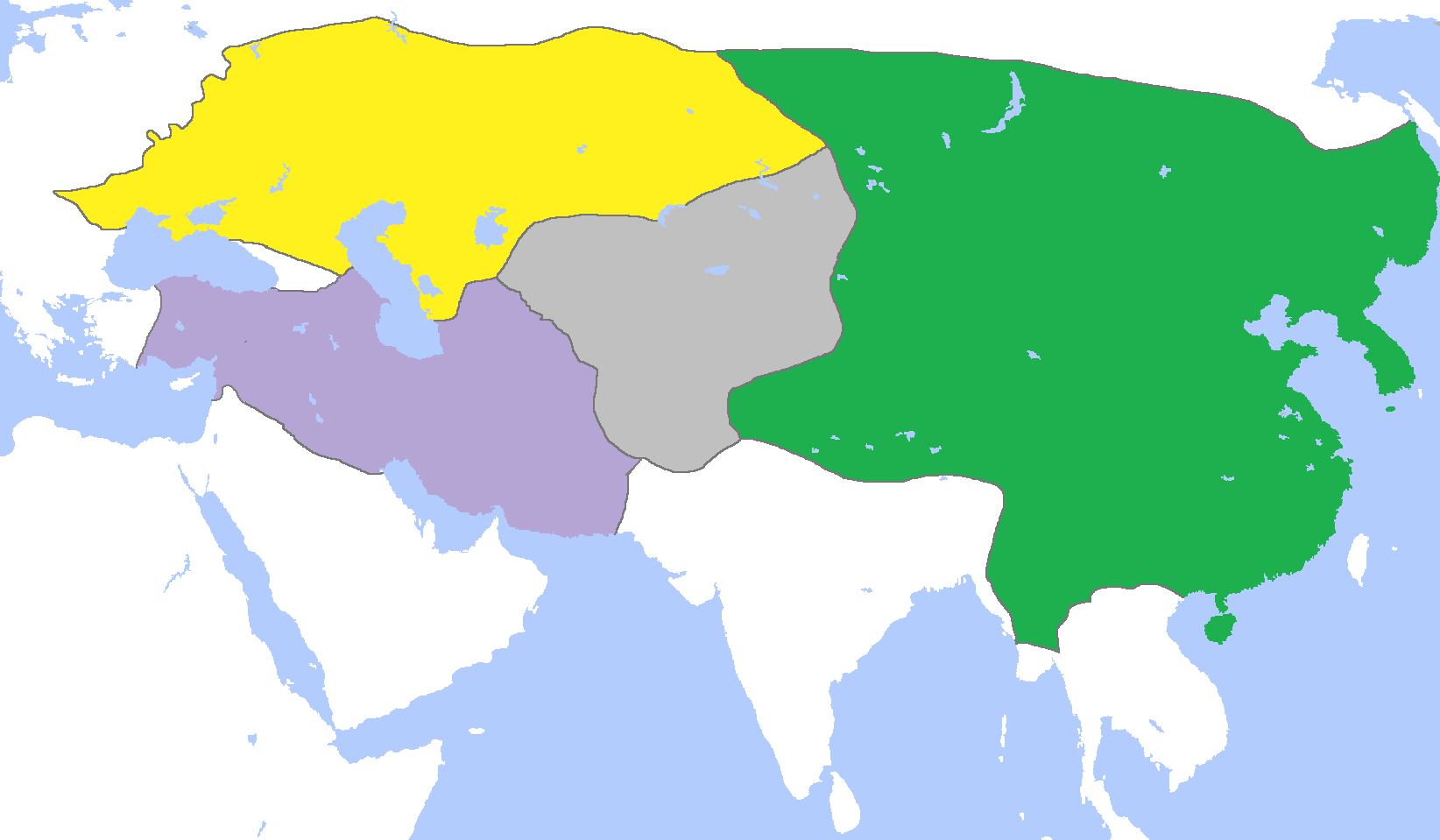
Estados tras la división del imperio mongol hacia el 1300.

La decadencia del imperio mongol se dio por diversos factores como la mortandad provocada por la peste negra que tuvo consecuencias muy importantes a gran escala y fue un factor clave en la decadencia del poder de los mongoles en Asia,entre otros factores los cuales destacan los siguientes:
- Rivalidad tribal y crisis sucesorias: La estructura tribal del imperio mongol era relativamente frágil, y se mantenía cohesionada por la figura temible de Gengis Kan. Cuando murió, el Imperio, por su gran extensión, inevitablemente terminó por dividirse. La desaparición de la autoridad central hizo que los pequeños grupos que controlaban cada lugar, ya en relación con los habitantes primitivos, se desligaran progresivamente de los compromisos con los demás, dando lugar a nuevos estados que en muchos casos seguían la forma de los viejos. Distintas zonas volvieron en diferente grado a sus instituciones y costumbres anteriores, pero la influencia mongol dejó en todas su marca.
- Asimilación de las culturas conquistadas: Los mongoles, un pueblo que alcanzó el éxito militar por su condición de nómadas, asimilaron la cultura de los países conquistados, y rápidamente fueron absorbidos por los mismos. Además, su éxito creó divisiones, y pronto los mongoles comenzaron a pelear entre sí por los botines conquistados.
- Modelo militar anticuado: A pesar de que las tácticas que utilizaron los mongoles los volvieron casi invencibles, pronto mostraron sus limitaciones cuando el ejército mongol se hallaba en terrenos adversos. El ejército mongol se fundamentaba en los ataques en masa de su caballería ligera, ataques que no podían realizarlos cuando el terreno no permitía las maniobras a caballo. Así, por ejemplo, conquistaron las rutas y ciudades principales de Afganistán, pero nunca pudieron pacificar las regiones montañosas. Tampoco tuvieron éxito al intentar practicar la guerra naval, por ser un pueblo que durante mucho tiempo no tuvo acceso al mar. Este aspecto tuvo hasta cierto punto incidencia en la derrota de los mongoles al intentar conquistar Japón. Esos puntos no controlados fueron más tarde el foco de la resistencia de las culturas anteriores
- Desarrollo de la agricultura y carencia de efectivos militares: A pesar (o deberíamos decir a causa) del extenso territorio que los mongoles tenían bajo su poder, contaban con un número de efectivos militares limitado respecto a la superficie a controlar. Eran muy pocos los jinetes y caballos lo suficientemente fuertes y hábiles como para formar parte del ejército, ese número iba disminuyendo conforme los mongoles se alejaban de su lugar de origen. Por último, el avance de la agricultura y su incursión en las estepas redujo la base económica que sustentaba la producción de los soldados y caballos.
- Uso de la pólvora: Finalmente, el uso de la pólvora en armas de fuego cambió nuevamente el modo de hacer la guerra, y a medida que éstas se perfeccionaron fue disminuyendo el valor de las tropas de caballería, el fuerte de los mongoles, no solo en Asia sino también en otras partes del mundo.

### Legado
Entre los imperios resultantes del Imperio mongol están el formado por la dinastía Yuan (de fundación mongola) en China, el Ilkanato con base en Persia y la Horda de Oro que controló Asia Central y Rusia meridional.

## Ejército

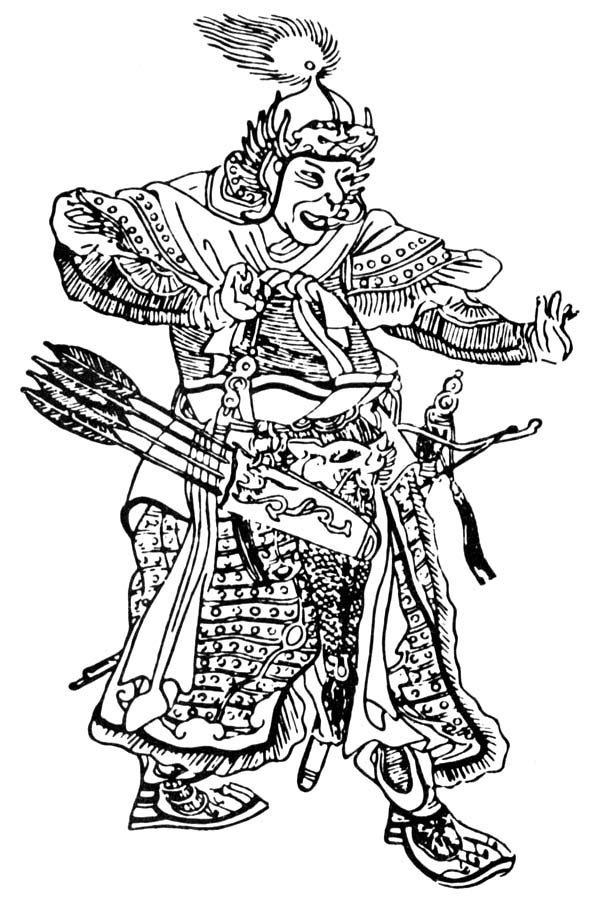
General mongol Subotai de la Horda de Oro.

El ejército mongol fue durante los siglos xii y xiii el mejor del mundo por su movilidad y estrategias, que lo hicieron temible entre sus coetáneos. Gengis Kan y otros militares mongoles introdujeron varias innovaciones que permitieron a su ejército conquistar vastos territorios, aun estando en desventaja numérica durante las batallas que libraron.
El número de tropas reunidas por los mongoles es objeto de cierto debate académico, pero fue de al menos 105 000 en 1206. La organización militar mongola era sencilla pero eficaz, basada en el sistema decimal. El ejército estaba formado por escuadrones de diez hombres cada uno, arbans (10 personas), zuuns (100), mingghans (1000) y tumens (10 000).
Los mongoles eran más famosos por sus arqueros a caballo, pero las tropas armadas con lanzas eran igualmente hábiles, y los mongoles reclutaron a otros especialistas militares de las tierras que conquistaron. Con ingenieros chinos experimentados y un cuerpo de bombarderos que era experto en la construcción de trabuquetes, catapultas y otras máquinas, los mongoles podían sitiar posiciones fortificadas, a veces construyendo maquinaria en el lugar utilizando los recursos locales disponibles..
Las fuerzas bajo el mando del Imperio Mongol fueron entrenadas, organizadas y equipadas para la movilidad y la velocidad. Los soldados mongoles tenían una armadura más ligera que muchos de los ejércitos a los que se enfrentaban, pero pudieron compensarlo con maniobrabilidad. Cada guerrero mongol normalmente viajaría con varios caballos, lo que le permitiría cambiar rápidamente a una nueva montura según fuera necesario. Además, los soldados funcionaban independientemente de las líneas de suministro, lo que aceleraba considerablemente el movimiento del ejército. El hábil uso del correo permitió a los líderes de estos ejércitos mantener el contacto entre sí.
La disciplina se inculcó durante un nerge (caza tradicional), según informó Ata-Malik Juvayni. Estas cacerías se diferenciaron de las de otras culturas, siendo el equivalente a acciones de unidades pequeñas. Las fuerzas mongoles se extenderían en una línea, rodearían una región entera y luego conducirían toda la carne de caza dentro de esa área juntos. El objetivo era no dejar escapar a ninguno de los animales y sacrificarlos a todos.
Tradicionalmente conocidos por su destreza con las fuerzas terrestres, los mongoles rara vez usaban el poder naval. En las décadas de 1260 y 1270 utilizaron el poder marítimo mientras conquistaban la dinastía Song de China, aunque sus intentos de montar campañas marítimas contra Japón no tuvieron éxito. En todo el Mediterráneo oriental, sus campañas se realizaron casi exclusivamente en tierra, con los mares controlados por las fuerzas cruzadas y mamelucas.
Todas las campañas militares fueron precedidas por una cuidadosa planificación, reconocimiento y recopilación de información sensible relacionada con territorios y fuerzas enemigas. El éxito, la organización y la movilidad de los ejércitos mongoles les permitió luchar en varios frentes a la vez. Todos los hombres adultos hasta la edad de 60 años eran elegibles para el servicio militar obligatorio, una fuente de honor en su tradición guerrera tribal.

## Organización

### Yassa
Gengis Kan tenía un código de leyes llamado Yassa, que reunía tradiciones del pueblo, así como sus pensamientos e inquietudes sobre cómo debía ejercerse el gobierno. Bajo el mandato de Gengis Kan, todos los individuos (siempre y cuando fueran nómadas) y las religiones eran consideradas iguales por la ley mongola, mientras que eran discriminados los pueblos sedentarios, en especial los chinos. El código permitía el uso de la tortura y exoneraba a los médicos del pago de impuestos.
La Yassa se escribía en rollos de papel almacenados en volúmenes que solo podían ser vistos por el kan o sus asesores más cercanos, aunque las reglas que contenía eran conocidas por todos y respetadas.
Gengis Kan también creó un amplio sistema postal para enviar órdenes gubernamentales e informes.
En vista de la diversidad étnica, religiosa y tribal tanto de los civiles como de los militares en el imperio mongol, Gengis Kan insistió en que toda lealtad debía dedicarse a él como gran kan y a nadie más. Se esperaba la obediencia de los más pobres hacia los más ricos.

### Meritocracia
Gengis Kan prefería reinar a través de las aristocracias locales, aunque si estas se le oponían no tenía reparo en eliminarlas.
Sin embargo, entre los mongoles, aplicó una meritocracia: los títulos y cargos eran asignados teniendo en cuenta el valor mostrado en la batalla o la lealtad, en contraposición del antiguo sistema de herencia a través de la familia.

### Comercio
Los mongoles valoraban sus relaciones comerciales con los países vecinos, y mantuvieron su política de apertura al comercio durante sus conquistas y expansión.
Todos los mercaderes y embajadores que tuvieran la documentación adecuada y autorización, eran protegidos mientras viajaban por sus dominios, razón por la cual se intensificó el comercio terrestre, del Mediterráneo a China, a través de rutas bien mantenidas y transitadas ya que no había miedo a los bandidos.
Sin embargo, los mongoles no tuvieron mucha influencia en el comercio marítimo.
La supremacía mongola produjo una mezcla de culturas a una escala nunca vista hasta entonces, dando lugar a la llamada Pax Mongolica ("paz mongola") por la que se estableció una especie de mezcla entre el pueblo mongol nómada y las sociedades campesinas y comerciales conquistadas. La "paz mongola" impuesta sobre gran parte de Asia favoreció enormemente el intercambio comercial y de ideas entre los vastos territorios del imperio mongol como con occidente.
Buen ejemplo de esta época que comenzaría a mediados del siglo XIII y duraría poco menos de cien años, son los viajes del veneciano Marco Polo así como los de otros comerciantes y misioneros.
La caída del Imperio mongol en el siglo XIV llevó al colapso de la unidad política, cultural y económica a lo largo de la Ruta de la Seda. Las tribus turcas tomaron el extremo occidental de la ruta del Imperio Bizantino, sembrando las semillas de una cultura turca que luego cristalizaría en el Imperio Otomano bajo la fe sunita. En el este, los chinos nativos derrocaron a la dinastía Yuan en 1368, lanzaron su propia dinastía Ming y siguieron una política de aislacionismo económico.

## Sociedad

### Religión

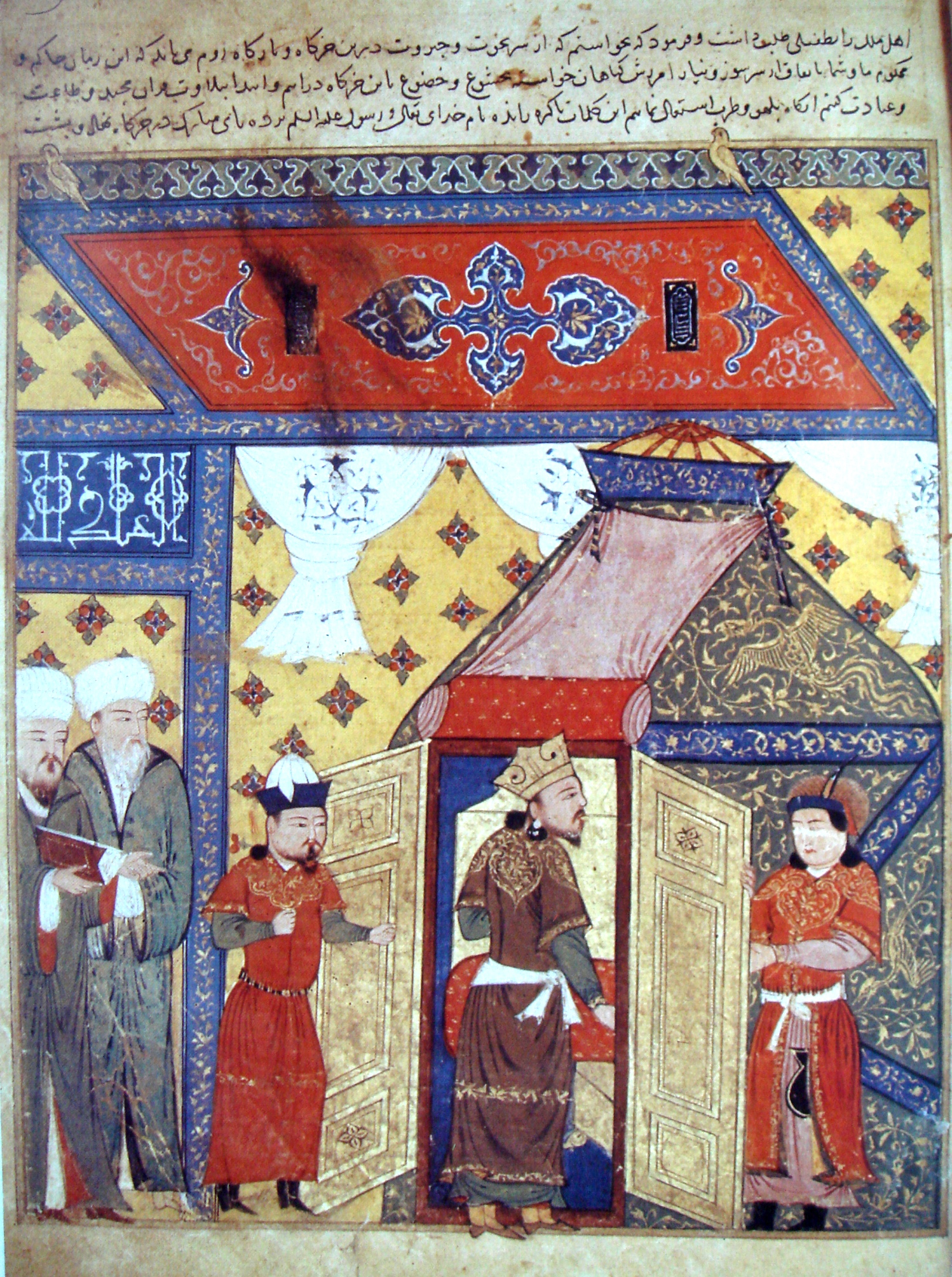
Miniatura persa que representa la conversión de Ghazan del budismo al islam.

En la época de Gengis Khan, prácticamente todas las religiones habían encontrado conversos mongoles, del budismo al cristianismo, del maniqueísmo al islam. Para evitar conflictos, Gengis Khan creó una institución que garantizaba la libertad religiosa completa, aunque él mismo era un chamanista. Bajo su administración, todos los líderes religiosos estaban exentos de impuestos y del servicio público.
Inicialmente había pocos lugares de culto formales debido al estilo de vida nómada. Sin embargo, bajo Ögedei (1186-1241), se llevaron a cabo varios proyectos de construcción en la capital de Mongolia. Junto con los palacios, Ögedei construyó casas de culto para los seguidores budistas, musulmanes, cristianos y taoístas. Las religiones dominantes en ese momento eran el chamanismo, el tengrismo y el budismo, aunque la esposa de Ögedei era cristiana nestoriana.
Finalmente, cada uno de los estados sucesores adoptó la religión dominante de las poblaciones locales: la dinastía Yuan chino-mongol en el este (originalmente el dominio del gran khan) abrazó el budismo y el chamanismo, mientras que los tres kanatos occidentales adoptaron el islam.

### Literatura
La obra literaria más antigua que se conserva en idioma mongol es Historia secreta de los mongoles, que fue escrita para la familia real algún tiempo después de la muerte de Gengis Khan en 1227. Es el relato nativo más significativo de la vida y genealogía de Gengis, que cubre sus orígenes e infancia hasta el establecimiento del Imperio mongol y el reinado de su hijo, Ögedei.
Otro clásico del imperio es el Jami al-Tawarij, o "Historia Universal". Fue encargado a principios del siglo XIV por Ilkhan Abaqa Khan como una forma de documentar la historia del mundo entero, para ayudar a establecer el propio legado cultural de los mongoles.
Los escribas mongoles del siglo XIV usaban una mezcla de resina y pigmentos vegetales como forma primitiva de líquido corrector; este es posiblemente su primer uso conocido.

### Ciencia
El Imperio mongol vio algunos avances significativos en la ciencia debido al patrocinio de los Khans. Roger Bacon atribuyó el éxito de los mongoles como conquistadores del mundo principalmente a su devoción por las matemáticas. La astronomía fue una rama de la ciencia en la que los Khan se interesaron personalmente. Según el Yuanshi, Ögedei Khan ordenó dos veces que se reparara la esfera armilar de Zhongdu (en 1233 y 1236) y también ordenó en 1234 la revisión y adopción del calendario Damingli. Construyó un templo confuciano para Yelü Chucai en Karakorum alrededor de 1236, donde Yelü Chucai creó y reguló un calendario sobre el modelo chino. Rashid al-Din señaló que Möngke Khan había resuelto algunos de los difíciles problemas de la geometría euclidiana por su cuenta y le escribió a su hermano Hulagu Khan que le enviara al astrónomo Nasir al-Din al-Tusi.
Kublai Khan construyó una serie de grandes observatorios en China y sus bibliotecas incluían el Wu-hu-lie-ti (Euclides) traído por matemáticos musulmanes. Zhu Shijie y Guo Shoujing fueron matemáticos notables en la China gobernada por los mongoles. El médico mongol Hu Sihui describió la importancia de una dieta saludable en un tratado médico de 1330.
Ghazan Khan, capaz de entender cuatro idiomas, incluido el latín, construyó el Observatorio de Tabriz en 1295. El astrónomo griego bizantino Gregory Choniades estudió allí con Ajall Shams al-Din Omar, que había trabajado en Maragheh con Tusi. Chioniades jugó un papel importante en la transmisión de varias innovaciones del mundo islámico a Europa. Estos incluyen la introducción del astrolabio universal independiente de la latitud en Europa y una descripción griega de la pareja Tusi, que más tarde tendría una influencia en el heliocentrismo copernicano. Choniades también tradujo varios tratados Zij al griego, incluido el persa Zij-i Ilkhani de al-Tusi y el observatorio Maragheh. La alianza bizantino-mongol y el hecho de que el Imperio de Trebisonda fuera un vasallo del Ilkanato facilitaron los movimientos de Choniades entre Constantinopla, Trebisonda y Tabriz. El príncipe Radna, virrey mongol del Tíbet con sede en la provincia de Gansu, patrocinó al astrónomo samarkandi al-Sanjufini. El manual astronómico árabe dedicado por al-Sanjufini al príncipe Radna, un descendiente de Kublai Khan, se completó en 1363. Es notable por tener glosas de mongol medio en sus márgenes.